# Salad
Salad est un groupe de rock alternatif britannique, originaire de Londres, en Angleterre. Il est rattaché au courant britpop, et initialement actif entre 1992 et 1998. Il est formé de la chanteuse et claviériste néerlandaise Marijne van der Vlugt, du bassiste Pete Brown, du batteur Rob Wakeman et du guitariste Paul Kennedy, rejoints à partir de 1996 par Charley Stone, comme musicienne d'appoint en concert. Le groupe se réunit en 2016.

## Biographie
Marijne van der Vlugt, ancienne modèle et présentatrice de télévision sur MTV Europe, monte un premier groupe avec Paul Kennedy et Rob Wakeman, appelé The Merry Babes. Après le recrutement de Pete Brown à la basse en 1992, le groupe prend le nom définitif de Salad.
Leurs premiers singles, Kent et Diminished Clothes, produits sur leur propre label, Waldorf, leur fait gagner un début de notoriété qui amène Island Records à les signer sur leur label indépendant Island Red. Leur premier album Drink Me sortit en 1995 atteignant la 16e place des chats britanniques. Malheureusement, le second album, Ice Cream, en 1997, se vend beaucoup moins bien, n'atteignant que la 127e place, ce qui amène Island Records à ne pas reconduire leur contrat. Le groupe se sépare l'année suivante.
En 2016, van der Vlugt et Kennedy commencèrent à rejouer ensemble, interprétant de manière acoustique des chansons du répertoire de Salad, sous le nom de Salad Undressed. En 2017, un nouvel album est annoncé qui s'appellera Good Love Bad Love et un premier single depuis 20 ans est révélé le 8 juillet 2017, Being Human. Ils annoncent un concert en octobre 2017.

## Discographie

### Albums studio
- 1995 : Drink Me (UK #16)
- 1997 : Ice Cream (UK #127)

### Singles
- 1993 : Kent
- 1993 : Diminished Clothes
- 1994 : On a Leash
- 1994 : Your Ma
- 1995 : Drink the Elixir (UK #66)
- 1995 : Motorbike To Heaven (UK #42)
- 1995 : Granite Statue (UK #50)
- 1996 : I Want You (UK #60)
- 1997 : Cardboy King (UK #65)
- 1997 : Yeah Yeah
- 2017 : Being Human
- 2018 : The Selfishness of Love

### Compilation
- 1995 : Singles Bar (regroupe les trois premiers singles)
- 2017 : The Lost Album Vol. 1

### Participations
- 1995 : Dream a Little Dream (avec Terry Hall sur l'album The Help Album de l'ONG Warchild)
- 1996 : Back Street Luv (sur l'album de l'ONG ChildLine)
- 1996 : Girl Don't Come (avec Sandie Shaw dans l'émission musicale The White Room)